# Šútovo
Šútovo (ungarisch Sutó,  bis 1907 Suttó) ist ein Ort und eine Gemeinde in der Nordslowakei mit 509 Einwohnern (Stand 31. Dezember 2024) und liegt im Okres Martin, einem Teil der höheren Verwaltungseinheit Žilinský kraj.

## Geographie

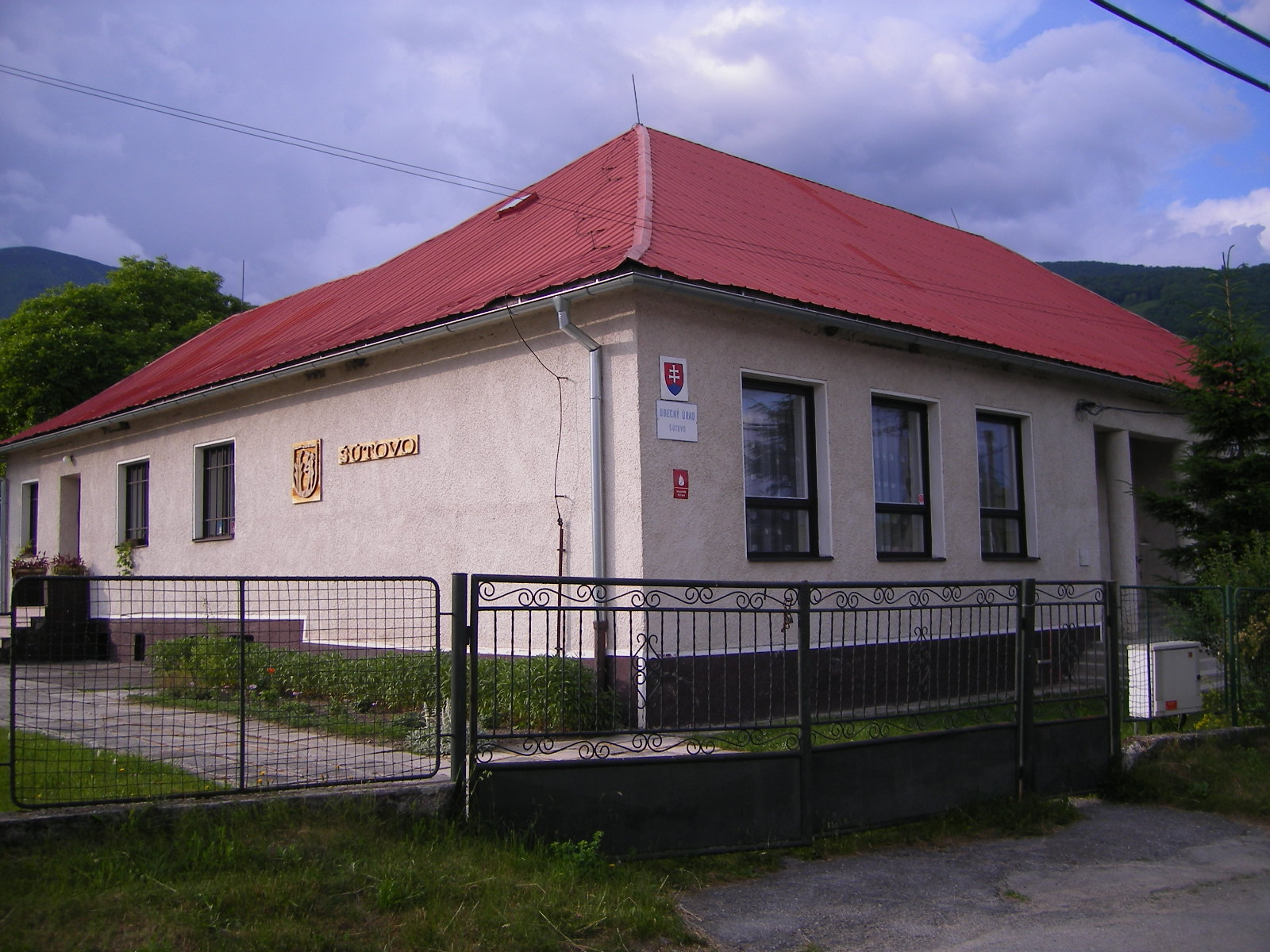
Das Gemeindeamt von Šútovo

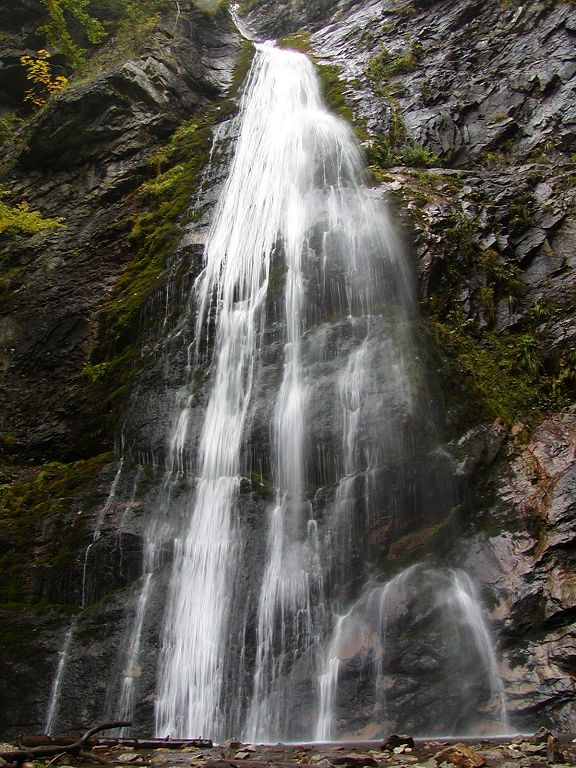
Der Wasserfall Šútovský vodopád

Das in der traditionellen Region Turz liegende Šútovo liegt am äußersten nordöstlichen Rand des Talkessels Turčianska kotlina unter dem Gebirge Kleine Fatra, das sich nördlich des Ortes befindet. Am östlichen Rand der Gemeinde verläuft der Bach Šútovský potok, der in den Waag-Stausee Krpeľany mündet. Das in einer Höhe von 460 m n.m. gelegene Ortszentrum ist 19 Kilometer nordöstlich von Martin gelegen.

## Geschichte
Der Ort wurde zum ersten Mal 1403 als Suto schriftlich erwähnt. Anfangs gehörte er verschiedenen Edelmännern, von 1470 bis 1848 dann (wieder) zum Herrschaftsgut der Burg Sklabiňa. Bedingt durch die Grenzlage im damaligen Komitat Turz dienten die Einwohner in der Wacht für die Burg, später beschäftigten sie sich mit Landwirtschaft und Handwerken.

## Bevölkerung
| Jahr                | 1994 | 2004    | 2014    | 2024    |
| ------------------- | ---- | ------- | ------- | ------- |
| Anzahl der Personen | 509  | 505     | 513     | 509     |
| Unterschied         |      | −0,78 % | +1,58 % | −0,77 % |

| Jahr                | 2023 | 2024    |
| ------------------- | ---- | ------- |
| Anzahl der Personen | 506  | 509     |
| Unterschied         |      | +0,59 % |

## Sehenswürdigkeiten
- das Naturdenkmal Šútovská epigenéza (Epigenese von Šútovo) an der Mündung des Šútovský potok in die Waag[4]
- der 38 Meter hohe Wasserfall Šútovský vodopád, der höchste in der Kleinen Fatra[5]